# Vlierzele Sportief
Vlierzele Sportief (VS) is een Belgische atletiekclub die werd opgericht op 25 februari 1943 door Léon Buyle in Vlierzele, een deelgemeente van Sint-Lievens-Houtem in Oost-Vlaanderen.
Als logo werd de blauwvoet genomen, een vogel die in de buurt van het toenmalig stort veelvuldig werd aangetroffen. De blauwvoet is een vogel die stormwinden moet weerstaan en natuurlijke vijanden moet trotseren om te kunnen overleven.
Aanvankelijk werd in het Putbosstadion een kleine piste aangelegd van 324 m, later in 1950 werd die uitgebreid naar 4 banen en in 1959 naar 6 banen.
In 1977 werden de terreinen verkocht aan BLOSO, dat pas in 1991 een nieuwe atletiekpiste voltooide. Tijdens de werken aan het Heizelstadion werden er in 1995 en 1996 de Belgische kampioenschappen alle categorieën en een Europabeker voor dames en heren georganiseerd. De club organiseerde de Flanders Cup Memorial Léon Buyle als internationale competitie. In zijn bloeiperiode telde Vlierzele Sportief meer dan 400 competitiesporters.

## Bekende atleten
| - Eddy Annys - Frank Asselman - René Bervoets - Gert Brijs - Tony Duchateau | - Filip Eeckhout - Erik Gyselinck - Timothy Herman - François Hoste | - Eddy De Leeuw - Willy De Rijcke - Paul De Roo - Walter De Smet - Cyrille De Vuyst | - Hanne Maudens - Julien Michiels - Roger Moens - Peter Moreels | - Godelieve Roggeman - Matthias Rosseeuw - Chris Rottiers - Jozef Van Dalem |